# Мар'ївка к.9
Мар’ївка к. 9 – скіфський курган останньої чверті IV  — початку III століття до н. е. поблизу с. Гарбузівка Томаківського р-ну, що на Дніпропетровщині. Досліджувався К. П. Бунятян в складі Верхньотарасівської експедиції Інституту археології АН УРСР. Серед предметів матеріальної культури, особливо увагу привертають рештки розписного, дерев’яного саркофагу, зафіксованого вході досліджень.

## Історія дослідження

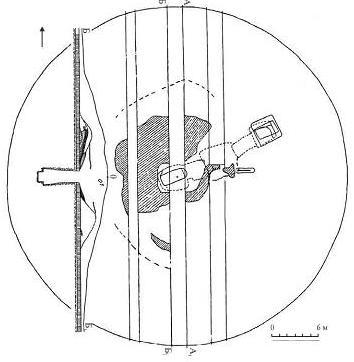
Рис.1. Мар'ївка к. 9. Загальний план кургану та стратиграфія бровки за даними К. П. Бунятян та О. Є. Фіалко

Мар’ївка к. 9 входить до групи 21 різночасових курганів, що розташована на межі Запорізької та Дніпропетровської областей. Більшість курганів локалізована біля с. Мар’ївка внаслідок цього група отримала прив’язку до цього населеного пункту.
Курган 9 був відкритий 1976 р. Верхньотарасівською експедицією Інституту археології АН УРСР очолюваною М. М. Чердиченко. Розкопки кургану проводила К. П. Бунятян за допомоги Ю. Я. Рассамакіна, Р. С. Орлова, А. О. Козловського і С. Ж. Пустовалова.

## Опис кургану та знахідок[1]

### Насип
Насип пошкоджений ямами пізнього часу, а на його вершину встановлений тріангуляційний знак, монтуванням якого було знищено половецьке святилище від якого вцілів лише постамент та нижня частина кам’яної статуї. Насип напівсферичної форми заввишки 4,7 м за діаметра, в його основі, 52 м. В основі насипу лежав викид із могили. Формування валу з блоків дерну розпочали із зовнішнього боку кургану, таким чином було обмежено площу викиду з могили. Внутрішні схили валу були облицьовані очеретом. Після похорону майданчик в середині обвалування заклали блоками дерну і перекрили очеретом. На фінальному етапі насип разом із могилою коня було повністю перекрито блоками дерну. Підчас дослідження насипу кургану було виявлено кулька дрібних фрагментів амфор, а також нижню щелепу коня. 

### Поховання

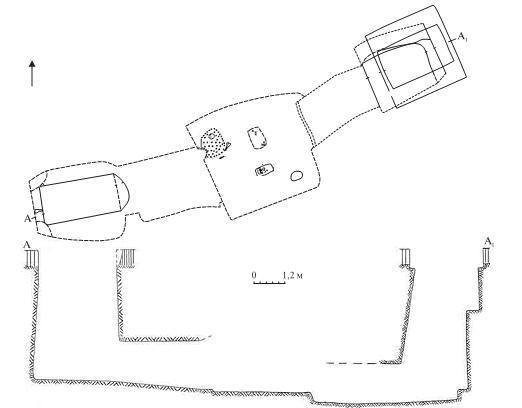
Рис. 2. План поховання та його перетин за даними К. П. Бунятян та О. Є. Фіалко

Поховання здійснено в катакомбі з двома вхідними ямами (рис. 2). Вхідна яма 1 розташовано в центральні частину насипу кургану. Підквадратна в плані яма зорієнтована по лінії південний захід – північний схід. Східна частина ями пошкоджена грабіжницьким ходом. Розміри ями на рівні материкової поверхні 3 × 1,5 м біля дна – 3,5 × 2,0-2,9 м, глибина 5,4 м від рівня давнього горизонту. На дні ями прослідковано рослинну підстилку та деревні вуглики. У заповненні ями трапилися фрагменти людських кісток, залізних виробів та ліпного посуду. Серед залізних виробів виявлено: фрагменти залізних списів та дротиків, втулках багатьох збереглися сліди древка(рис. 5, 5); три уламки леза трикутного в перетині меча з розмірами ≈ 9,6 × 1,6 – 2,4 см (рис. 5, 8); ажурне руків’я (рис. 5, 7). 

У східні частині ями виявлено вхід до дромосу 1, що простягався в східному напрямку. Заввишки дромос сягає 1,5 м, максимальна ширина 2,3 м, завдовжки 3 м. Дно дромосу, покрите рослинною підстилкою, зафіксовано на глибині 5,4 м. 

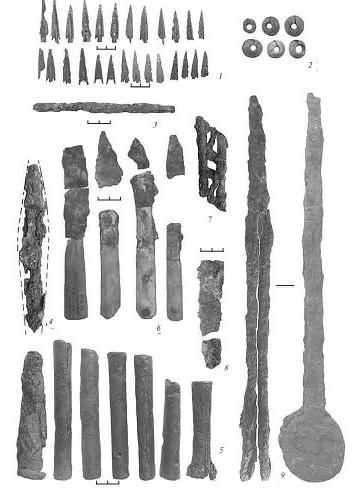
Рис. 5. Знахідки з поховання, за даними К. П. Бунятян та О. Є. Фіалко: 1 - вістря стріл; 2 - ворварки; 3 - шило залізне; 5 - втоки; 6 - фрагменти залізних ножів з кістяними руків'ями; 7 - ажурне руків'я; 8 - лезо меча; 9 - щипці.

На час пограбування дромос був цілим тому грабіжники викинули сюди не цінні для них речі. Серед матеріалів було зафіксовано втулку й два залізних втоки списів(рис. 5, 5), уламок залізної скоби, бронзова ручка посудини(рис. 4, 8) та фрагмент залізного виробу. В різних частинах дромосу знайдено 10 вістер стріл (рис. 5, 1).

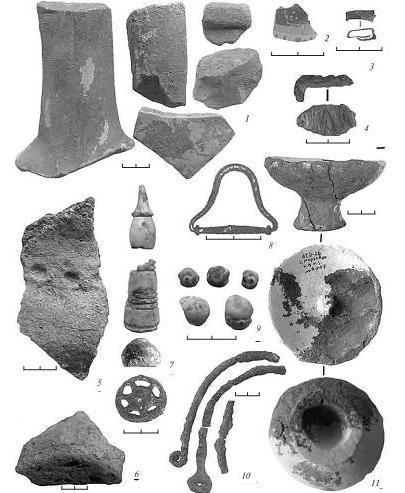
Рис. 4. Знахідки з поховання за К. П. Бунятян та О. Є. Фіалко. 1- уламки амфор;2 - ф-т вінця червонолакової посудини; 3 - бронзова обойма; 4- залізна скоба; 5,6 - ф-ти ліпного посуду; 7 - деталі веретена;8 - ручка бронзової посудини; 9 - намистини скляні; 10 - уламки залізних дужок; 11 - курильниця.

Поховальна камера розташована паралельно до осі вхідної ями з незначним відхиленням. Камера підпрямокудної форми з сторонами 4,3 × 4,0 м. Долівка поховальної камери, зафіксована на глибині 5,5 м, вкрита рештками рослинного покриву з шматками дерева яке, можливо, є рештками саркофагу (рис. 8, 1). 
Похованьну камеру було пограбовано. В її заповненні виявлено кістки людей, тварин, дрібні шматочки білої, синьої, червоної та зеленої фарби. У південно - західному куті знайдено частину кістяного веретена (рис. 4, 7)та глиняне прясельце. Серед матеріалів поховальної камери було зафіксовано, фрагменти залізних ножів з кістяними руків’ями(рис. 5, 6) , залізну скобу, шматочки червоної фарби, шість золотих пластин у вигляді розетки, золоті та скляні намистини(рис. 4, 9) й вістря стріл(рис. 5, 1), чотири золоті півсферичні пластини та. ін.. Біля входу до дромосу вхідної ями 2 знайдено золоті сережку та пластину у вигляді розетки і розбиту курильницю (рис. 4, 11).
Вхідна яма 2 розташована за 11,5 м на північний схід від центру. Її викопано під зовнішнім краєм початкової обваловки знаряддям на зразок тесла з робочою поверхнею завширшки 6 - 7 см. Верхня частина ями до глибини 0,75 м від рівня давнього горизонту мала квадратну форму зі сторонами 3,1 м. На рівні суглинку вона набула форми прямокутника 2,6 × 1,6 м, видовженого по лінії північний схід - південний захід. Ближче до дна яма розширювалася і набула форми трапеції завбільшки 2,85 × 2,1-2,75 м. Дно зафіксоване на глибині 6 м мало ухил до поховальної камери.

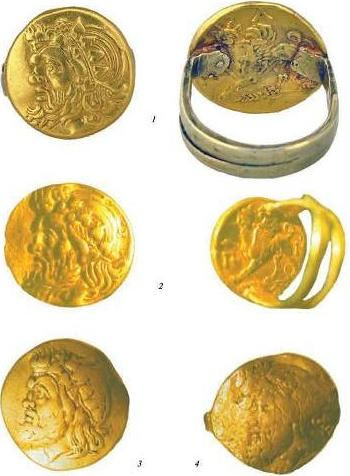
Рис. 7. Золоті персні зі щитками - статерами з Мар’ївки (1, фото Д.В. Клочка) та Рижанівського кургану (2 - 4, за: Chochorowski J.1999)

Вхідну яму 2 з поховальною камерою поєднував дромос 2. Вхід у вигляді арки був влаштований у західній стінці ями зі зміщенням до південної. Ширина входу на рівні дна 1,65 м, висота 1,55 м. Довжина дромосу 2,9 м за ширини 1,8 м. Дно вхідної ями разом із долівкою дромосу були на 0,4 м глибше, ніж долівка камери.
У заповненні дромосу трапилися фаланги пальців людини, кістки молодого барана, забарвлені оксидом бронзи. Ближче до входу в камеру знайдено фрагмент ліпної курильниці, три золоті півсферичні пластини, уламок скляної намистини(рис. 4, 9) та золотий перстень(рис. 7, 1).
Золотий пестень складено зі щитка, за якого слугував пантікапейський статер, та двох припаяних дужок (рис. 7, 1). На аверсі – зображення голови (в профіль) бородатого сатира у вінку з плюща, на реверсі – хлібним колосом крокує грифон зі списом у пащі. Над розправленим крилом грифона літера «А» від напису «ПАN», крайні літери якого закриті напаяними дужками. За класифікацією В.Г. Петренко, він належить до відділу литих прикрас цього класу і представляє тип 18, до якого входять персні зі щитками-монетами й щитками-печатками. Аналогії відомі серед матеріалів Рижанівського кургану(рис. 7: 2 - 4).

## Поховання коня

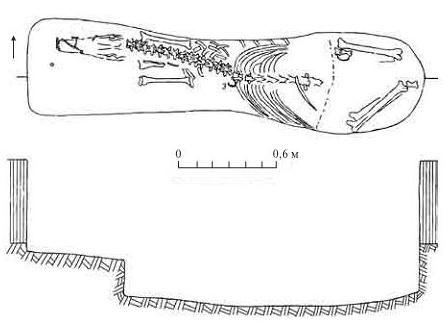
Рис. 3. Поховання коня з Мар'ївка к. 9 за даними К. П. Бунятян та О. Є. Фіалко.

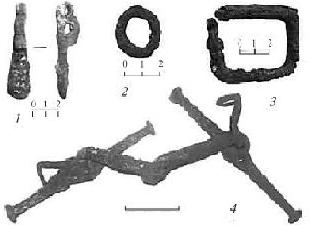
Рис. 6. Металеві деталі вузди коня: 1 - нахрапник; 2 - кільце; 3 - підпружна пряжка; 4 - вудила

Поховання  здійснено за 7,5 м на схід від центру насипу, за краєм обвалування на поховальній доріжці. Могила мала вигляд вузької 8-подібної в плані ями, з прями стінками, орієнтованої по лінії захід - схід (рис. 3). У західній частині поховання вирізано з материкової поверхні останець для голови коня. Кінь лежав на животі з підібганими ногами головою до заходу – до могили господаря. Довжина могили 2,43 м, ширина посередині 0,43 – 0,6 м, глибина 0,88 м від рівня давнього горизонту.
Кінь екіпірований залізною збруєю: вудила, збруйне кільце, нахрапник, підпружна пряжка (рис. 6: 1 - 4). Круп коня вкривав чепрак завдовжки 0,6 м, сплетений із мотузки. Зверху яму перекривав потужний шар очерету. 
Поховання коня, безперечно, пов’язане із похоронами основного небіжчика — його господаря. Могили коней у щілиноподібних ямах добре відомі у скіфських курганах .

## Рештки розмальованого саркофага
Під час дослідження дромосу 1 біля його південної спінки було зафіксовано фрагмент віка саркофагу (рис. 8, 1). Вцілілі розміри дошки 150 × 68 см. Малюнок займав смугу 130 × 30 см, решту поверхні вкрито темно-червоною фарбою, що перекривала шар чорного кольору. Дерево майже повністю зітліло, тож шар фарбованого покриття фактично лежав на ґрунті, перекритий обваленим склепінням дромосу. Малюнок складався із трьох вертикально розташованих фризів, розділених орнаментальними смугами. Кожен фриз містив батальну сцену з парою воїнів. Усі фігури подано в три чверті оберту таким чином, що їхні обличчя немов звернені до глядача. Барвисте вбрання оконтурено чорним. Композиція малюнка структурно нагадує репліку одного з боспорських триярусних надгробків.
Одяг, зброя й пози воїнів наводять К. П. Бунятян та О. Є. Фіалко  на думку, що тут зображено один із найпопулярніших сюжетів античного мистецтва - амазономахію - битву амазонок з героями. Схожий сюжет має добре  відомоий саркофаг амазонок з гробниці в Тарквініях (рис. 8: 2 - 4) (IV ст. до н. е.): амазонки піші, на колісницях і верхи вступають у поєдинок з грецькими воїнами . Яскраві зразки мармурових саркофагів з подібними сюжетами представлено в музеї у Салоніках  та Археологічному музеї в Стамбулі. 

## Висновки
Курган являє собою одночасний чітко спланований ансамбль. Складна могила із двома входами та дромосами за загальною схемою (вхідні ями розташовані на одній осі) близька до катакомб у Кальковій та Хоминій Могилах і певною мірою до центральної могили кургану 14 в уроч. Носаки (с. Балки)
Склад реманенту, розміри й облаштування поховальної споруди свідчать, що тут було поховано кілька осіб. Імовірно, головного небіжчика супроводжували підлеглі особи. Так, кількість зброї наштовхує на припущення, що однією з них міг бути охоронець. Прикраси (насамперед перстень), веретено й щипці вказують (рис. 4, 7; 5, 9) на присутність тут і жінки, а золоті оздоби маніфестують її високий суспільний стан. Поховальний інвентар та планування кургану датують комплекс межею IV—III — початком III ст. до н. е.